# Gebhard Kirchgässner
Gebhard Kirchgässner (* 15. April 1948 in Konstanz; † 1. April 2017 in Engelburg, Gemeinde Gaiserwald) war ein deutsch-schweizerischer Ökonom.
Seine Forschungsschwerpunkte waren Neue Politische Ökonomie, Angewandte Ökonometrie, Methodische Grundlagen der Wirtschafts- und Sozialwissenschaften sowie Energie- und Umweltökonomik. Kirchgässner war von 1992 bis 2013 ordentlicher Professor für Volkswirtschaftslehre und Ökonometrie an der Universität St. Gallen und Direktor des Schweizerischen Instituts für Aussenwirtschaft und Angewandte Wirtschaftsforschung (SIAW).

## Leben und wissenschaftlicher Werdegang
Kirchgässner machte 1966 das Abitur am Heinrich-Suso-Gymnasium in Konstanz und leistete anschließend von 1967 bis 1969 seinen Wehrdienst.
Zum Wintersemester 1969/70 nahm er ein Studium der Fächer Wirtschaftswissenschaft, Politische Wissenschaft und Statistik an der Universität Konstanz auf, das er 1973 mit der Prüfung zum Diplom-Volkswirt abschloss. Nach einem Aufbaustudium, das er parallel zu seiner Tätigkeit als wissenschaftliche Hilfskraft am Lehrstuhl Statistik für Ökonomen George Mortons an der Universität Konstanz absolvierte, promovierte er 1976 bei Bruno Frey zum Doktor der Sozialwissenschaften (rerum sociologiae). Nach weiteren beruflichen Stationen als Wissenschaftlicher Assistent am Lehrstuhl Hans-Jürgen Ramsers ebenfalls am Fachbereich Wirtschaftswissenschaft und Statistik der Universität Konstanz und als Oberassistent bei Bruno Fritsch am Institut für Wirtschaftsforschung der Eidgenössischen Technischen Hochschule Zürich habilitierte er sich 1981 an der Fakultät für Wirtschaftswissenschaften und Statistik der Universität Konstanz in den Fächern Volkswirtschaftslehre und Ökonometrie. Anschließend war er für nur etwa neun Monate Privatdozent an der Universität Konstanz. Ab 1982 war Kirchgässner (nach einer entsprechenden Umhabilitation) Privatdozent an der Eidgenössischen Technischen Hochschule Zürich. Von 1984 bis 1992 wirkte Kirchgässner als Professor für Volkswirtschaftslehre/Finanzwissenschaft an der Universität Osnabrück.
Seine Stelle als Ordinarius für Volkswirtschaftslehre und Ökonometrie an der Universität St. Gallen trat er am 1. April 1992 an. Ab dem 1. Juli 1992 war er Direktor des Schweizerischen Instituts für Aussenwirtschaft und Angewandte Wirtschaftsforschung (SIAW) an der Universität St. Gallen.
Er war Research Fellow des CREMA Center for Research in Economics, Management and the Arts.
Anlässlich des Dies academicus 2011 der Universität Fribourg verlieh ihm die Fakultät für Wirtschafts- und Sozialwissenschaften die Ehrendoktorwürde. Im Jahr 2001 wurde er zum Mitglied der Gelehrtenakademie Leopoldina gewählt.
Kirchgässner war ab 1976 verheiratet und hatte eine Tochter.

## Publikationen
Kirchgässner war Autor und Herausgeber zahlreicher Monographien, Sammelbände und wissenschaftlicher Aufsätze. Als wichtigste Buchveröffentlichungen gelten:
- Homo Oeconomicus (1991, 3. Auflage 2008)
- Demokratische Wirtschaftspolitik: Theorie und Anwendung (1994, zusammen mit Bruno Frey)
- Die direkte Demokratie: Modern, erfolgreich, entwicklungs- und exportfähig. Helbling & Lichtenhahn, Basel – Genf – München 1999, ISBN 3-7190-1837-7 (mit Lars P. Feld und Marcel R. Savioz)